# Diana-Maria Riva
Diana-Maria Riva (Cincinnati, Ohio 22 de julio de 1969) es una actriz estadounidense. Fue miembro principal del elenco de series como Philly (2001–02), Side Order of Life (2007), The Good Guys (2010), Telenovela (2015) y Gordita Chronicles (2022). Riva también tuvo importantes papeles recurrentes en The West Wing, The Bridge, Dead to Me y Glamorous.

## Primeros años
Diana-Maria Riva creció en Cincinnati, Ohio, hija de Maria y Chris Riva, un dentista.  Asistió a la Academia Santa Úrsula y al Conservatorio de Música de la Universidad de Cincinnati.

## Carrera
Riva comenzó su carrera en teatro apareciendo en la obra de Michael Weller, Help! (1996). Ese mismo año, hizo su debut en la pantalla en la breve serie de comedia de ABC, Common Law. La serie fue cancelada después de solo cuatro episodios. Más tarde fue escogida para un papel recurrente en la serie legal de ABC, Murder One, creada por Steven Bochco.  Más tarde aparecería en papeles regulares y recurrentes en sus programas, incluidos NYPD Blue (1997, 1999), City of Angels (2000) y Philly (2001–02). Sus otros créditos televisivos prematuros incluyen Party of Five, The X Files, The Drew Carey Show, Everybody Loves Raymond, CSI y Less Than Perfect. También ha aparecido como invitada célebre en la versión de Donny Osmond del programa de juegos Pyramid.
En 2010, Riva interpretó a la teniente Ana Ruiz en la serie de comedia policial de FOX, The Good Guys, como la jefe de los detectives Dan Stark y Jack Bailey en el Departamento de Policía de Dallas.  En 2012, interpretó a la suegra del personaje principal de Rob Schneider en la comedia de situación de corta duración de CBS Rob!.  De 2013 a 2015, tuvo un papel recurrente en el drama criminal de FX The Bridge, y de 2015 a 2016 protagonizó junto a Eva Longoria en la serie de comedia Telenovela de NBC.  Al año siguiente, fue miembro regular del elenco durante la primera temporada de la comedia de situación de CBS Man with a Plan como la Sra. Rodríguez. En 2019, protagonizó la comedia de situación de NBC Sunnyside junto a Kal Penn, y de 2019 a 2022 tuvo un papel recurrente en la serie de comedia dramática de Netflix, Dead to Me. En 2022, protagonizó otra serie de comedia de corta duración, Gordita Chronicles para HBO Max.